# المدينة الرياضية (اللاذقية)
المدينة الرياضية باللاذقية وتعرف أيضًا باسم مدينة الأسد الرياضية، أنشأت عام 1987 قبالة شاطئ البحر الأبيض المتوسط في الضواحي الشماليّة لمدينة اللاذقية بغرض استضافة الدورة العاشرة لألعاب البحر المتوسط الرياضيّة. تبلغ مساحتها 154 هكتارًا وتحوي على ملعب لكرة القدم بسعة 45000 متفرج، وعدد من الصالات الرياضية المغلقة والمفتوحة بالإضافة إلى مجمّع المسابح الذي يتكون من خمسة أحواض تضم المسبح الأولمبي والمسبح الشتوي، وثالث خاص بالغطس، ورابع خاص بالأطفال، ومسبح خاص لغير السباحين، بالإضافة إلى مجمّع الصالات الذي يتألف من خمس صالات تخدم كافة الألعاب الرياضية في محافظة اللاذقية مثل ألعاب كرة السلة والطائرة واليد، وتضم المدينة أيضاً مجمّع التنس الذي يتألف من 11 ملعب كرة المضرب أرضياتها تارتانية ورملية مع مرافقها، بالإضافة إلى مبنى خاص بالصيانة، ومبنى التدفئة والتكييف الذي يحوي أربع شلرات استطاعة كل واحد منها 393 طن تبريد، ومبنى الإذاعة والتلفزيون، ومتحف الفن الحديث (اللاذقية)، والذي يعتبر الأول من نوعه على طول امتداد البحر المتوسط.
تقام فيها فعاليات مهرجان المحبة سنويًا ودورة تشرين في كرة القدم فضلاً عن معارض فنيّة وثقافيّة بشكل دوري، كما أنها تعتبر من المناطق التي يقصدها سكان المدينة للاستجمام، وهي مملوكة للدولة السوريّة ويعتبر «الاتحاد الرياضي العام» في سوريا هو المشرف المباشر عليها.